# 霞ヶ丘駅 (愛知県)
霞ヶ丘駅（かすみがおかえき）は、かつて愛知県東春日井郡旭村印場（現・尾張旭市）にあった名古屋鉄道瀬戸線の駅（廃駅）。
霞ヶ丘とは瀬戸電気鉄道（瀬戸線の前身会社）が開発した霞ヶ丘文化住宅地に由来し、後に地名化して尾張旭市霞ヶ丘町となっている。

## 歴史
当駅開業以前には、同位置に志談味通駅が存在した。志談味通とは、旧志段味村、現在の守山区志段味地区に通じる道という意味である。志談味通駅は大正初期には既に存在していたが、当駅との関係は不明である。
- 1912年（大正2年）以前 - 志談味通駅開業[4]。
- 1921年（大正10年）以前 - 志談味通駅廃止[4]。
- 1927年（昭和2年）7月1日 - 霞ヶ丘駅開業[1][4]。
- 1944年（昭和19年） - 休止[4]。
- 1969年（昭和44年）4月5日 - 廃止[4]。

## 駅構造
相対式ホーム2面2線を持つ地上駅で、駅舎は上り線側にあった。現在でも、線路脇には当時のホームの跡が残っている。駅舎も1980年代までは残っていた。

## 駅周辺
- 霞ヶ丘文化住宅地 - 瀬戸電鉄が開発した住宅地。沿線案内には駅から半丁（約55 m）とある[5]。

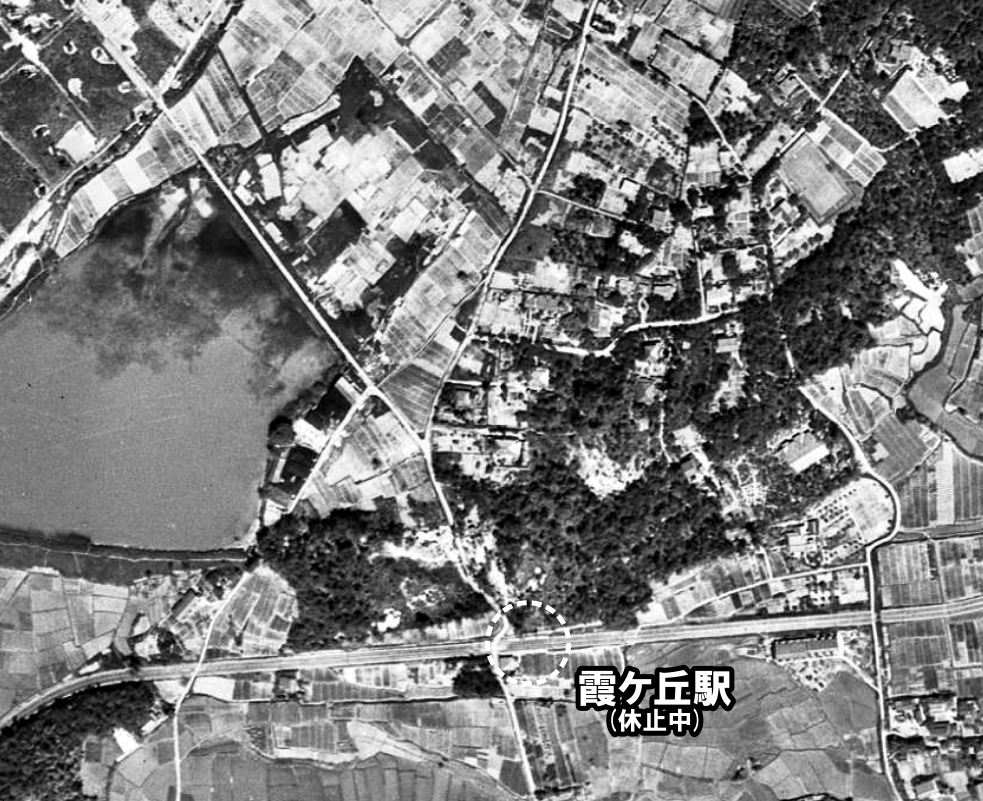
霞ヶ丘駅より北に広がる住宅地（1946年） 帰属：国土交通省「国土画像情報（カラー空中写真）」 配布元：国土地理院地図・空中写真閲覧サービス

## 隣の駅
名古屋鉄道
瀬戸線
大森駅 - 霞ヶ丘駅 - 印場駅